# جون ستيوارت (سياسي أمريكي)
جون ستيوارت (بالإنجليزية: John Stewart)‏ هو قاضي وسياسي أمريكي، ولد في 10 فبراير 1795 في إيست هامبتون في الولايات المتحدة، وتوفي بنفس المكان في 16 سبتمبر 1860. حزبياً، نشط في الحزب الديمقراطي. وقد انتخب عضو مجلس ولاية كونيتيكت وانتخب عضو مجلس نواب كونيتيكت وانتخب عضو مجلس النواب الأمريكي.